# Společné prohlášení katolíků a pravoslavných z roku 1965

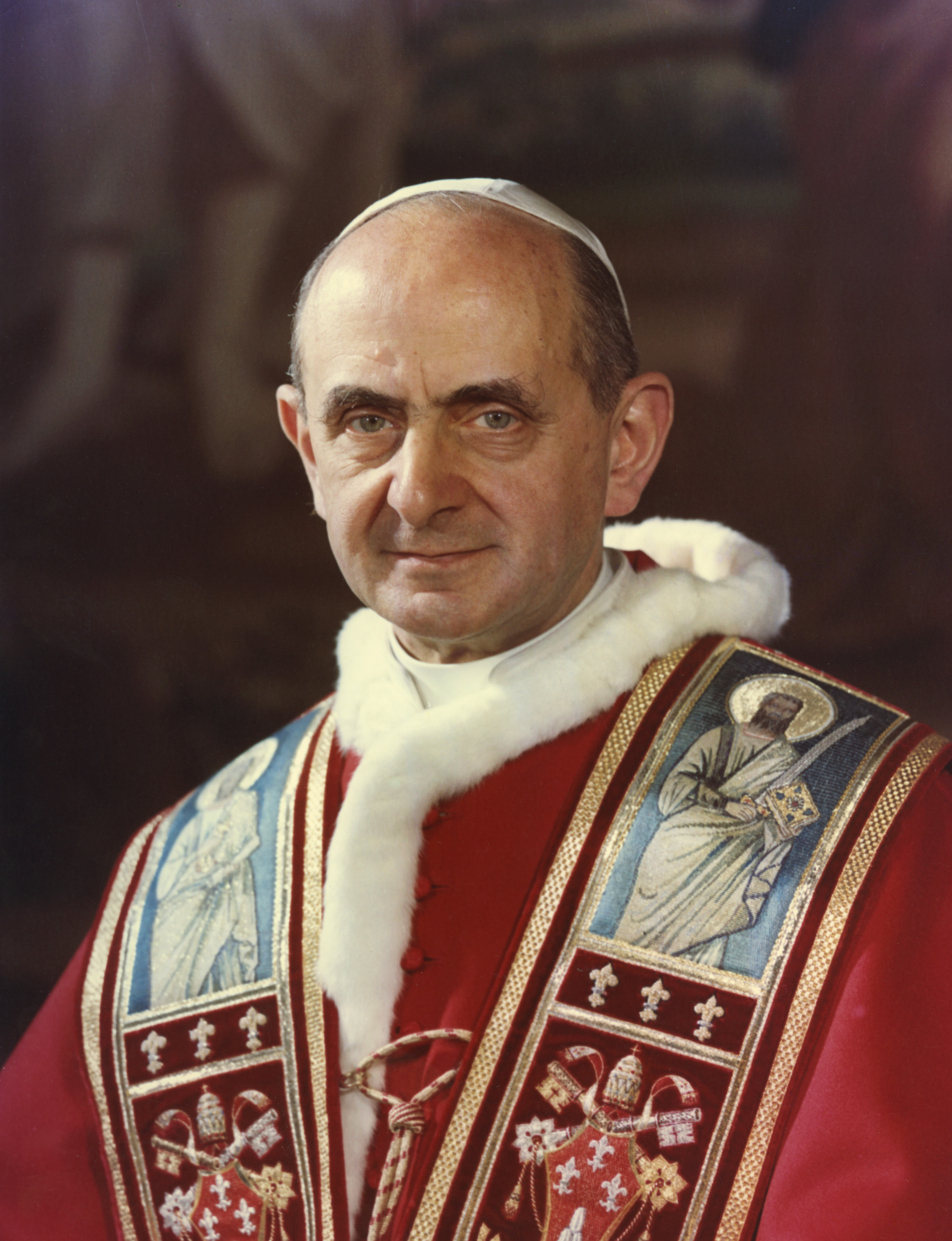
Papež Pavel VI.

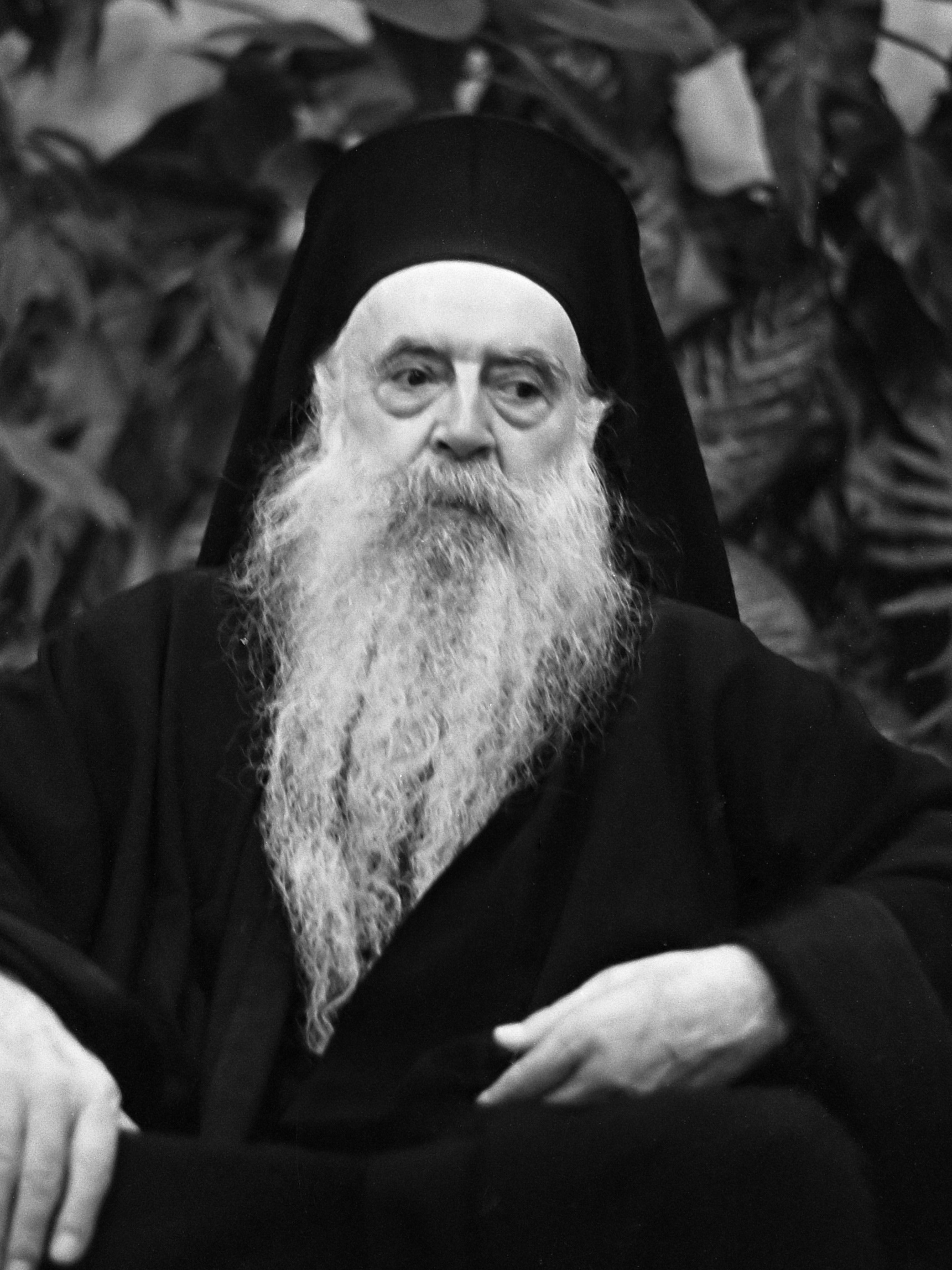
Ekumenický patriarcha Athenagoras I.

Společné prohlášení katolíků a pravoslavných z roku 1965 bylo přečteno 7. prosince 1965 současně na veřejném zasedání Druhého vatikánského koncilu v Římě a na zvláštní ceremonii v Istanbulu. Prohlášení sejmulo vzájemné exkomunikace mezi předními církevními představiteli Svatého stolce a Konstantinopolského ekumenického patriarchátu, běžně známou jako Velké schizma z roku 1054. 

## Charakteristika
Deklarace z roku 1965 rozkol mezi církvemi neukončila, ale ukázala touhu po větším usmíření mezi oběma církvemi, zastoupenými papežem Pavlem VI. a ekumenickým patriarchou Athenagorasem I.
Metropolita Filaret (Vozněsenskij) (svatořečen mj. řeckou starostylní církví) z Ruské pravoslavné církve zahraniční církve ve své epištole konstantinopolskému patriarchovi z roku 1965 otevřeně napadl jeho snahy o sblížení s římskokatolickou církví a tvrdil, že by to nevyhnutelně vedlo ke herezi.